# Базет
Базе́т (фр. Bazet, окс. Badèth) — коммуна во Франции, находится в регионе Юг — Пиренеи. Департамент — Верхние Пиренеи. Входит в состав кантона Бордер-сюр-л’Эшес. Округ коммуны — Тарб.
Код INSEE коммуны — 65072.

## География
Коммуна расположена приблизительно в 650 км к югу от Парижа, в 120 км западнее Тулузы, в 7 км к северу от Тарба.
По территории коммуны протекают реки Адур и Эшес.

## Климат
Климат умеренно-океанический с солнечной тёплой погодой и обильными осадками на протяжении практически всего года.

## Население
Население коммуны на 2010 год составляло 1650 человек.
| 1962 | 1968 | 1975 | 1982 | 1990 | 1999 | 2010 |
| ---- | ---- | ---- | ---- | ---- | ---- | ---- |
| 834  | 878  | 1180 | 1516 | 1453 | 1300 | 1650 |

## Администрация
| Период | Период | Фамилия   | Партия                              | Примечания                                   |
| ------ | ------ | --------- | ----------------------------------- | -------------------------------------------- |
| 1995   | 2020   | Жан Бюрон | Французская коммунистическая партия | член генерального совета кантона (2011—2015) |

## Экономика
В 2010 году среди 1018 человек трудоспособного возраста (15-64 лет) 675 были экономически активными, 343 — неактивными (показатель активности — 66,3 %, в 1999 году было 69,1 %). Из 675 активных жителей работали 608 человек (303 мужчины и 305 женщин), безработных было 67 (29 мужчин и 38 женщин). Среди 343 неактивных 88 человек были учениками или студентами, 177 — пенсионерами, 78 были неактивными по другим причинам.

## Достопримечательности
- Усадьба Базет (1765 год). Исторический памятник с 1997 года[4]